# Phthonandria
Phthonandria is een geslacht van vlinders van de familie spanners (Geometridae), uit de onderfamilie Ennominae.

## Soorten
- P. atrilineata Butler, 1881
- P. conjunctiva Warren, 1896
- P. cuneilinearia Wileman, 1911
- P. emarioides Wehrli, 1941
- P. mollis de Joannis, 1929
- P. pinguis (Warren, 1904)